# Cratere Chafe
Chafe  è un cratere sulla superficie di Marte.